# Фредерик Мъглър
Фредерик Мъглър (на английски: Frederick Mugler) е американски лекар и писател, автор на произведения в жанра медицински криминален роман. Пише под псевдонима Джеймс Кър (на английски: James Kerr).

## Биография и творчество
Д-р Фредерик Рола Мъглър е роден на 24 декември 1923 г. в Сан Франциско, Калифорния, САЩ. Отраства в Сан Луис Оубиспоу, Калифорния.
Завършва Калифорнийския университет в Бъркли през 1946 г. Служи две години и половина във Военноморския флот. След това учи в Медицинския колеж на Калифорнийския университет в Сан Франциско, който завършва през 1951 г. Две години стажува в болница в Лос Анжелис, и една година кардиология в болница „Джон Хопкинс“ в Балтимор, Мериленд, след което е мобилизиран за допълнителна служба в армията до 1957 г.
Практикува медицина в Сан Луис Обиспо в периода от началото на 1957 г. до 1 април 1971 г., когато заболява тежко. След възстановяването си работи още 14 години в болницата в Пало Алто. През 1968 г. е президент на медицинската колегия в окръг Сан Луис Оубиспоу.
Заедно с работата си на лекар той започва да пише криминални романи на медицинска тематика. Първият му роман „Клиниката“ е публикуван през 1968 г. и става бестселър. Автор е на общо 5 романа, повечето издадени под псевдонима Джеймс Кър.
Д-р Фредерик Мъглър умира на 19 януари 2015 г. Пало Алто, Калифорния. Погребан е в Колма, Калифорния.

## Произведения

### Самостоятелни романи
- The Clinic (1968)
Клиниката, изд. „Делакорт“ (1994, 1999), прев. Меглена Баждарова
- No Deadly Drug (1972)
- Emergency Room (1975)
- The Madrona Murders (1998)